# Lee Hsien Loong
Lee Hsien Loong (Chino simplificado: 李显龙; chino tradicional: 李顯龍; pinyin: Lǐ Xiǎnlóng) (Singapur, 10 de febrero de 1952) es un militar, matemático y político singapurense que se desempeñó como primer ministro de Singapur desde 2004 hasta 2024. Anteriormente ejerció como vice primer ministro de Goh Chok Tong de 1990 a 2004 y fue ministro de Finanzas de 2001 a 2007. Su esposa es Ho Ching, la CEO de Temasek Holdings.
Nacido en el Singapur británico, Lee es el hijo mayor del antiguo primer primer ministro de Singapur, Lee Kuan Yew. Estudió en el Trinity College de la Universidad de Cambridge, graduándose en 1974 con una licenciatura en matemáticas y una maestría en ciencias de la computación. En 1980, obtuvo una maestría en Administración Pública en la Escuela de Gobierno Kennedy de la Universidad de Harvard. De 1971 a 1984, sirvió en las Fuerzas Armadas de Singapur (SAF), donde ascendió al rango de general de brigada. Entrando en la política civil en 1984, fue elegido como miembro del Parlamento por Teck Ghee SMC y desde su disolución en 1991 ha representado a Ang Mo Kio GRC.
Lee sirvió en varios nombramientos ministeriales bajo Goh antes de sucederlo como primer ministro en 2004. En sus primeros dos años, su gobierno promulgó una "semana laboral de cinco días" y extendió los días de licencia de maternidad. Su propuesta de construir dos resorts Integrados (IRs) en Singapur para aumentar los ingresos por turismo llevó al desarrollo de Marina Bay Sands and Resorts World Sentosa. Tras la crisis financiera de 2008, supervisó la recuperación económica del país en dos años. Las reformas políticas de 2010 legalizaron el activismo en línea y aumentaron el número de miembros del parlamento que no son de circunscripción (NCMPs) en el Parlamento.
Su gobierno ha abogado por aumentos del Impuesto sobre Bienes y Servicios (GST) para financiar el gasto social y el desarrollo de infraestructura, y se espera que el GST se eleve del 7% al 9% para 2025. En 2019, su gobierno introdujo la controvertida Ley de Protección contra falsedades y manipulación en línea (POFMA) para combatir la desinformación en línea. Ese año, Lee reorganizó su gabinete y ascendió a Heng Swee Keat a vice primer ministro.
En política exterior, la política del gobierno de Lee ha sido mantenerse neutral en una era de competencia de grandes potencias entre China y Estados Unidos. Bajo Lee, tanto el gobierno chino como el de Singapur han cooperado en proyectos, con el gobierno de Lee respaldando la Iniciativa de la Franja y la Ruta de China como uno de sus mayores inversores. Al mismo tiempo, Singapur mantiene una estrecha relación de defensa con los Estados Unidos, firmando el Acuerdo Marco Estratégico en 2005 para cooperar en las amenazas terroristas y de ciberseguridad. El gobierno de Lee ha tenido relaciones complejas y tensas con Malasia, particularmente con respecto al suministro de agua y las reclamaciones territoriales, aunque los países han acordado trabajar en proyectos transfronterizos como el Sistema de Tránsito Rápido Johor Bahru-Singapur.

## Primeros años
El hijo mayor de Lee Kuan Yew y Kwa Geok Choo, Lee Hsien Loong nació en el Hospital de Mujeres y Niños de KK en Singapur el 10 de febrero de 1952, mientras que Singapur era una colonia británica. Su abuela paterna, Chua Jim Neo, era hakka nyonya y su madre tiene ascendencia del distrito de Tong'an y Shantou en China. Según la biografía de Lee Kuan Yew, el joven Lee había aprendido la escritura Jawi a la edad de cinco años, y siempre ha estado interesado en los asuntos de Singapur, a menudo siguiendo a su padre a los terrenos de reunión.

### Educación
Lee estudió en la escuela primaria de Nanyang y recibió su educación secundaria en la High School secundaria católica, donde él tocaba el clarinete en la banda de la escuela, antes de ir encendido a la universidad menor nacional. En 1971, fue galardonado con una beca del presidente y la beca de las Fuerzas Armadas de Singapur en el extranjero por la Comisión de Servicio Público para estudiar matemáticas en el Trinity College de la Universidad de Cambridge. Fue Senior Wrangler en 1973, y se graduó en 1974 con honores de primera clase en Matemáticas y un diploma en ciencias de la computación (ahora equivalente a una maestría en Ciencias de la Computación) con distinción. Su tutor universitario, Denis Marrian, más tarde describió a Lee como el matemático más brillante que había admitido en la universidad.[cita requerida] En 1980, completó una maestría en administración pública en la Escuela de Gobierno John F. Kennedy de la Universidad de Harvard.

### Carrera militar
Lee se unió a las SAF en 1971, y sirvió como oficial de 1974 a 1984. En 1978, asistió al Comando del Ejército de los Estados Unidos y a la Escuela de Estado Mayor en Fort Leavenworth, y ocupó varios puestos de estado mayor y de mando, incluido el director de la Dirección de Operaciones y Planes Conjuntos y el jefe de Estado Mayor del Estado Mayor. Lee ascendió rápidamente a través de las filas en el Ejército de Singapur y fue nombrado general de brigada en 1983, convirtiéndose en el general de brigada más joven en la historia de Singapur. Cabe destacar que fue puesto al mando de las operaciones de rescate tras el desastre del teleférico de Sentosa. Lee se desempeñó como oficial al mando del 23.er Batallón de Artillería de Singapur en el Ejército de Singapur antes de dejar las Fuerzas Armadas en 1984 para dedicarse a la política.

## Trayectoria política
En la década de 1980, Lee fue considerado como el miembro principal de la siguiente tanda de nuevos líderes en la transición de liderazgo del Partido de Acción Popular (PAP) que estaba teniendo lugar a mediados de la década de 1980, ya que Lee Kuan Yew había declarado que renunciaría como primer ministro en 1984. Después de las elecciones generales de 1984, todos los antiguos miembros del Comité Ejecutivo Central, excepto Lee Kuan Yew, renunciaron el 1 de enero de 1985. 
Lee fue elegido por primera vez miembro del Parlamento por el Teck Ghee SMC en 1984 a la edad de 32 años. Posteriormente fue nombrado ministro de Estado en el Ministerio de Comercio e Industria y el Ministerio de Defensa.
En 1985, Lee presidió el comité económico del gobierno, que recomendó cambios en las políticas gubernamentales establecidas para reducir los costos empresariales, fomentar el crecimiento a largo plazo y reactivar la economía de Singapur, que estaba experimentando una recesión en ese momento. Las recomendaciones del comité incluían reducciones en los impuestos corporativos y personales y la introducción de un impuesto sobre el consumo.
En 1986, Lee fue nombrado ministro interino de Comercio e Industria. En 1987, se convirtió en miembro de pleno derecho del Gabinete como ministro de Comercio e Industria y segundo ministro de Defensa.

### Comité de Jóvenes del Partido de Acción Popular
En marzo de 1986, el primer vice primer ministro Goh Chok Tong discutió la cuestión con Lee sobre cómo alentar a los singapurenses más jóvenes a unirse al partido. Goh estaba firme en que el comité propuesto debería atraer solo a los tipos correctos de miembros, descartando las recompensas materiales como incentivo. El ala juvenil propuesta era alentar la mejora del sistema desde dentro, lo que daría a los nuevos miembros una participación en el futuro del país. Lee dijo más tarde que el establecimiento del ala juvenil reflejaba las preocupaciones de los líderes de que la falta de un canal oficial para comprometerse con la generación más joven podría llevarlos a votar por los partidos de la oposición y potencialmente derribar al gobierno del PAP. El ala juvenil era un mecanismo oficial "a medida" para permitir que se escuchara a las opiniones disidentes.
Lee fue el primer presidente del Comité juvenil del PAP tras su creación, el predecesor del Pap Joven.

## Vice primer ministro

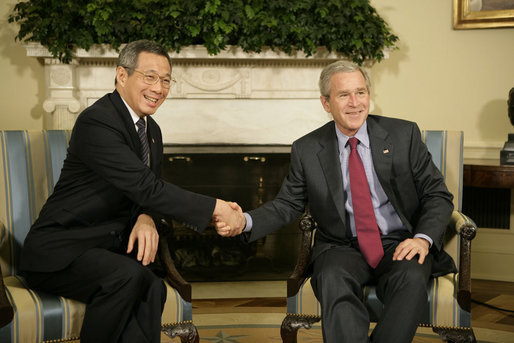
El primer ministro Lee Hsien Loong con el presidente George W. Ambush el 4 de mayo del 2007 en la Casa Blanca, Washington

### Deberes
El 28 de noviembre de 1990, Goh Chok Tong sucedió a Lee Kuan Yew como primer ministro. Lee Hsien Loong fue nombrado uno de los dos vice primeros ministros, junto con Ong Teng Cheong. Continuó sirviendo como ministro de comercio e industria hasta 1992, cuando fue diagnosticado con linfoma. Posteriormente renunció a su cargo ministerial y se sometió a tres meses de quimioterapia, aunque continuó siendo vice primer ministro durante su enfermedad. La quimioterapia fue exitosa, y su cáncer ha entrado en remisión.
Fue designado presidente de la autoridad monetaria de Singapur (MAS) en enero de 1998, y en 2001 lo hicieron el ministro de finanzas. Para aliviar el creciente déficit presupuestario debido a la disminución de los ingresos fiscales derivados de los recortes de los impuestos sobre la renta de las empresas y las personas personales y otros factores como la guerra del Irak y el brote de SRAS, Lee propuso el 29 de agosto de 2003 aumentar el impuesto sobre los bienes y servicios del tres al cinco por ciento, un cambio que tuvo lugar en enero de 2004.
Lee inició varias enmiendas para hacer que los requisitos para la ciudadanía de Singapur sean menos restrictivos, especialmente para los hijos de mujeres singapurenses nacidos en el extranjero. Los cambios se hicieron después de repetidas súplicas de los diputados y el Comité de Rehacer Singapur.

### Visita a Taiwán
El 10 de julio de 2004, Lee visitó Taiwán, una isla reclamada por la República Popular China (RPC) que ha sido gobernada por la República de China (ROC) desde 1949. Incluso después de la estrechación de las relaciones diplomáticas con la República de China el 3 de octubre de 1990 en favor de la República Popular, el Gobierno de Singapur mantiene una política de neutralidad en las relaciones a través del Estrecho entre las dos partes. Para facilitar la política, se consideró importante que Lee se sintiera "personal de la situación" en Taiwán. Funcionarios del Ministerio de Relaciones Exteriores advirtió que cualquier visita de un primer ministro en ejercicio sería diplomáticamente imposible. Por lo tanto, la visita fue planeada un mes antes de que Lee asumiera el cargo de primer ministro y en su calidad de ciudadano privado, no de líder estatal, y la embajada de la República Popular China fue informada el 9 de julio de 2004. La misma tarde, el gobierno de la República Popular China convocó al embajador de Singapur en Beijing e instó a la cancelación del viaje de Lee, citando la probabilidad de que Chen Shui Bian's administración lo explotaría como un golpe diplomático y lo utilizaría para promover la independencia de Taiwán, alegando que Singapur estaba cometiendo un "error histórico". El ministro de Relaciones Exteriores S Jayakumar respondió a su homólogo Li Zhaoxing que se había dicho a Taiwán que mantuviera la visita de bajo perfil y que continuaría.

Cuando nuestros intereses vitales están en juego, debemos mantenernos firmes en silencio. Como ha dicho el Dr. Habibie, Singapur es un pequeño punto rojo. Si no defendemos nuestros intereses, ¿quién lo hará?

China tomó represalias cancelando varias visitas de altos funcionarios de la República Popular China (RPC) a Singapur y retrasando las ceremonias de firma previstas, dando a entender que las negociaciones de libre comercio también se retrasarían. El asunto se complicó y magnificó aún más cuando los medios taiwaneses encabezaron la visita y la retrataron como un avance diplomático, que elevó las tensiones con la República Popular China. Singapur publicó las actas de la discusión con la embajada china en sus medios de comunicación locales para dar a conocer las tácticas de mano dura de la República Popular China y la falta de compromiso con una agenda pacífica. 
El 28 de agosto de 2004, en su primer discurso en la Manifestación del Día Nacional y como primer ministro, Lee criticó a los líderes y la población taiwanesa por su postura a favor de la independencia. Reiteró las razones de la visita y dijo que la decisión de Singapur de mantenerse firme en sus intereses vitales le había valido el respeto internacional. Las relaciones fueron reparadas finalmente cuando Lee se reunió con Hu Jintao en la Reunión de Líderes económicos de APEC el 19 de noviembre de 2004, lo que significó el final de la disputa.

## Primer ministro

### 2004-2006: Primer término
El 12 de agosto de 2004, Lee sucedió a Goh Chok Tong como primer ministro y cesión de su presidencia de la Autoridad Monetaria de Singapur a Goh. Presidente del Tribunal Supremo Yong Pung Cómo juró a Lee en el Istana. Como primer ministro, Lee también fue elegido presidente de la Asociación Popular.
En su primer discurso del Día Nacional el 22 de agosto de 2004, Lee anunció varias iniciativas nuevas, entre ellas la política de la "semana laboral de cinco días" que eliminó la media jornada laboral del sábado. El plan entró en vigor el 1 de enero de 2005. En respuesta a los comentarios del público, la licencia de maternidad también se amplió de ocho a doce semanas después de consultar con los empleadores y los sindicatos. A fin de fomentar el crecimiento de la tasa de natalidad en Singapur, se amplió el plan de bonificación por hijos a fin de prestar apoyo financiero a las mujeres que tienen un cuarto hijo.
En noviembre de 2004, Lee provocó un debate nacional cuando propuso construir dos Resorts Integrados (IRs), o hoteles-casinos. A pesar de la postura de larga data en contra de los juegos de azar en Singapur, con la excepción de las industrias reguladas como el Singapore Turf Club y Singapore Pools, el gobierno estaba preocupado de que su postura estuviera perjudicando la competitividad económica del país, arriesgando la pérdida de ingresos por turismo a otras ciudades. En abril de 2005, a pesar de cierta oposición pública, el gobierno aprobó la propuesta. Los IRs fueron construidos en Marina Bay y Sentosa. Para limitar el impacto social negativo de los juegos de casino, Lee sugirió salvaguardias como la prohibición de que los menores de edad entren en los casinos y el cobro de una tarifa de entrada para los singapurenses de 100 dólares singapurenses(o 2000 dólares singapurenses por un pase anual). El 1 de junio de 2006 se promulgó la Ley de control de los casinos, que regulaba las operaciones de los operadores de casinos y preveía salvaguardias sociales destinadas a disuadir los problemas de juego.
En febrero de 2006, lee anunció un paquete de progreso de S$ 2,6 mil millones para distribuir excedentes del presupuesto bajo la forma de efectivo, recargas al fondo central de la previsión,reembolsos del alquiler y de las utilidades, y fondos educativos. Las primas en efectivo se distribuyeron a principios de mayo de 2006. Como el anuncio se produjo tres meses antes de las elecciones generales de Singapur de 2006,generó críticas de que el partido gobernante estaba involucrado en la "compra de votos".

### 2006-2011: Segundo término
En esa elección, el PAP ganó 82 de los 84 escaños, incluyendo 37 walkovers. El Ang Mo Kio GRC se disputó por primera vez en 15 años. El Partido de los Trabajadores (WP) afirmó que quería dar a los residentes de Ang Mo Kio la oportunidad de ejercer su voto. Lee y su equipo de seis miembros grc ganaron el 60,42% de los votos contra el equipo inexperto de WP.
El 29 de noviembre de 2007, Lee anunció que cedería su cartera ministerial de finanzas a Tharman Shanmugaratnam el 1 de diciembre de ese año. El traspaso fue apoyado en gran medida por analistas de negocios, que consideraron que la importancia del cargo requería la dedicación de un ministro a tiempo completo para Singapur para afianzar y promover su papel como centro financiero. El economista regional Song Seng Wun dijo que con la creciente sofisticación de la economía y la creciente volatilidad de los mercados financieros, Lee "puede no tener la atención a tiempo completo" debido a sus funciones concurrentes como primer ministro.

#### Crisis financiera
La economía creció durante los dos primeros años del mandato de Lee, pero se desplomó un 12,5% durante la crisis financiera mundial de 2008 tras el desplome de Lehman Brothers. Singapur se convirtió en el primer país asiático en caer en una recesión durante el cuarto trimestre de 2008, y los sectores financiero, de la construcción y manufacturero se vieron particularmente afectados por la crisis; la desaceleración se atribuyó a la economía dependiente del comercio de la ciudad. Para contrarrestar la economía enferma, el gobierno anunció un fondo de estímulo de S$ 2,8 mil millones en noviembre de 2008 para las PYMES y las empresas locales y prometió además un paquete de resiliencia de S $ 20,5 mil millones en enero de 2009. Estas medidas tenían por objeto mantener baja la tasa de desempleo, habiendo aumentado al 2,6 % en diciembre de 2008 y al 3,3 % a finales del 2T 2009. 
En agosto de 2009, Lee declaró que "lo peor [había] pasado" y que Singapur estaba en una posición más fuerte debido a un crecimiento mejor de lo previsto en las industrias manufacturera y de servicios. El Ministerio de Comercio e Industria anunció el fin de la recesión en noviembre de 2009 y pronosticó un crecimiento del 3-5% para 2010. Singapur vio posteriormente una recuperación económica récord de 14,53%, desafiando las predicciones de crecimiento moderado, con la tasa de desempleo cayendo a 1,8% en septiembre de 2010. 

#### Reformas políticas
El 27 de mayo de 2009, Lee dio un discurso en el Parlamento validando los papeles de los miembros nominados no partidistas del parlamento (NMP) y elogiando el esquema del NMP por haber mejorado la "calidad del debate" en el parlamento dominado por el PAP. Propuso que el esquema sea permanente. En mayo de 2010, Lee instituyó reformas electorales al sistema electoral mediante la reducción del número de circunscripciones de representación de grupo (GRC) y el aumento del número de miembros no votantes del parlamento (NCMP) y miembros nominados del parlamento (NMP) a un máximo de nueve cada uno (incluido el número de miembros electos de la oposición). Un día de reflexión el día antes de que se instituyera la elección, donde la campaña está prohibida a excepción de las transmisiones políticas de los partidos.

### 2011–2015: Tercer término
En las elecciones generales de Singapur de 2011,el PAP vio una oscilación del 6,46% hacia abajo hasta el 60,14%, su nivel más bajo desde la independencia. El resultado, mientras que una victoria aplastante para el PAP por estándares internacionales, fue visto como una reprimenda al partido de gobierno como resultado de la inmigración masiva de trabajadores poco cualificados, de averías de alto perfil del transporte ferroviario y del coste de vida de levantamiento en los años intermedios. Durante el período de campaña, Lee ha sentido el descontento en el sentimiento público e hizo una disculpa pública. Mientras que el PAP barrió en energía, ganando 81 fuera de 87 asientos, perdió Aljunied GRC al partido de los trabajadores (WP), una victoria histórica de un partido de la oposición. El ministro de Relaciones Exteriores George Yeo y el ministro de la Oficina del primer ministro Lim Hwee Hua del GRC fueron derrotados. Después de la elección, Lee Kuan Yew y Goh Chok Tong renunciaron al gabinete como parte de un proceso de rejuvenecimiento en el gobierno y para proporcionar una pizarra limpia para Lee. Lee juró para un tercer mandato el 21 de mayo de 2011.
El 1 de junio de 2011, Lee fue nombrado presidente de la Corporación de Inversiones del Gobierno de Singapur,que administra más de 100 mil millones de dólares singapurenses en activos. Sucedió a su padre, Lee Kuan Yew, quien permaneció como asesor principal del fondo hasta su muerte.

### 2015–2020: Cuarto término
En las elecciones generales de Singapur de 2015, Lee fue reelegido en Ang Mo Kio GRC, con el PAP ganando 83 de los 89 escaños en el Parlamento y el 69,9% del voto nacional. El cuarto mandato de Lee como primer ministro estuvo marcado por acontecimientos como la guerra comercial entre China y Estados Unidos, que afectó negativamente a la economía de la nación, al depender en gran medida de los mercados y el comercio libres. El aumento de los ciberataques a servicios y sitios web relacionados con Singapur llevó a la introducción de la Ley de Ciberseguridad en 2018 y al establecimiento de la Agencia de Seguridad Cibernética. La derrota del gobierno de Barisan Nasional en las elecciones generales de Malasia de 2018, que vieron el regreso de Mahathir Mohamed como primer ministro, llevó a un enfriamiento en las relaciones ya que el nuevo gobierno de Pakatan Harapan intentó anular los acuerdos previamente firmados sobre el ferrocarril de alta velocidad Kuala Lumpur-Singapur y el sistema de tránsito rápido Johor Bahru-Singapur,y también disputó con Singapur sobre el espacio aéreo y los derechos marítimos. Como parte del esfuerzo del gobierno de Lee para promover Singapur como un centro internacional para el arbitraje, la ciudad recibió a los líderes de China continental y Taiwán para la reunión de Ma-Xi el 7 de noviembre de 2015 y la cumbre Corea del Norte-Estados Unidos el 12 de junio de 2018. Singapur acogió la firma de la Convención de Singapur sobre Mediación el 7 de agosto de 2019, el primer tratado de las Naciones Unidas que lleva su nombre, y lo ratificó el 25 de febrero de 2020. 
El 20 de julio de 2018, se anunció que sofisticados actores vinculados al estado habían hackeado los datos de salud de Lee junto con los de otros 1,5 millones de residentes. El hackeo estaba destinado a acceder a los datos de Lee en particular. 
El 23 de abril de 2019, Lee reorganizó su gabinete y ascendió a Heng Swee Keat a vice primer ministro,a partir del 1 de mayo de 2019. Como parte de la sucesión de liderazgo del partido, la medida fue ampliamente interpretada como un preludio para que Heng sucediera a Lee como el cuarto primer ministro de Singapur después de las próximas elecciones generales. Lee señaló que la reorganización del gabinete "fue más extensa de lo habitual", con ministros más jóvenes de cuarta generación que son priorizados y ahora encabezan dos tercios de los ministerios.

#### Aumento planificado del GST al 9%
Hablando en la convención de su partido el 19 de noviembre de 2017, Lee dijo que aumentar los impuestos era una necesidad para financiar la inversión en los sectores social, sanitario, económico y de infraestructura. Se espera que los gastos anuales en preescolares alcancen los $ 1.7 mil millones para 2022, mientras que se prevé que el crecimiento en la población que envejece creará una mayor demanda de atención médica asequible. La construcción y la renovación de nuevas infraestructuras portuarias y ferroviarias, junto con la reestructuración económica y la capacitación de los trabajadores, también hicieron necesario aumentar los impuestos. Los impuestos recaudados serían en forma del GST, que se espera que aumente del 7% al 9% para 2025. El gobierno de Lee dijo que era necesario planificar con anticipación para aumentar los gastos recurrentes anuales, y Heng Swee Keat dijo que el "aumento no se puede posponer o desechar" para pagar las necesidades futuras críticas, especialmente en el sector de la salud. 
En su discurso sobre el Presupuesto 2020 en febrero, Heng anunció enmiendas a la Ley del Fondo de Vales de GST que permitiría que se otorguen subvenciones en ayuda a los padres o tutores de bebés y niños para mitigar sus gastos. El segundo ministro de Finanzas, Lawrence Wong, dijo que la intención era ampliar la gama de personas que califican para el fondo. Con la enmienda, la Ley permitiría la financiación del Paquete de Garantía de 6 mil millones de dólares, que tenía la intención de retrasar el impacto del aumento inminente durante cinco años. 
El aumento propuesto se encontró con una amplia desaprobación de la oposición, con el Partido de los Trabajadores y el Partido del Progreso de Singapur pidiendo que el GST se mantenga a su tasa actual del 7% y otros pidiendo que el GST se suspenda por completo o la exención de los bienes esenciales del impuesto.

#### Implementación de POFMA
El gobierno de Lee introdujo la Ley de Protección contra falsedades y manipulación en línea (POFMA) en 2018, coloquialmente conocida como la "ley de noticias falsas", que fue propuesta por primera vez por el ministro de Derecho y Asuntos Internos K Shanmugam. A pesar de las preocupaciones de activistas y miembros de la oposición del Parlamento de que la Ley limitaría la libertad de expresión con el pretexto de prevenir la desinformación, el proyecto de ley fue aprobado por una votación de 72-9 el 8 de mayo de 2019 después de dos días de debate.  Reporteros sin Fronteras llamó al proyecto de ley "terrible", "totalitario" y una herramienta para la censura. Reuters escribió que el acto "atrapa" a los críticos del gobierno. Las empresas de redes sociales como Facebook expresaron su preocupación de que la ley otorgaría "amplios poderes a la rama ejecutiva de Singapur para obligarnos a eliminar el contenido que consideren falso y empujar proactivamente una notificación del gobierno a los usuarios". En el período previo a las elecciones generales de 2020, el hermano de Lee, Lee Hsien Yang, lo acusó de incumplir las promesas hechas en su discurso del Día Nacional de 2004.
Lee y sus ministros refutaron activamente las acusaciones de los medios de comunicación extranjeros de que POFMA es una herramienta para la censura, diciendo que "ninguna información o opinión ha sido suprimida" como resultado de la Ley y que el gobierno "no ha restringido el libre debate". En una entrevista con The Straits Times,Lee señaló que las noticias falsas podrían perturbar a la sociedad, y que los Estados Unidos y Europa estaban luchando para manejar la situación, especialmente a la luz de la supuesta interferencia rusa en las elecciones recientes. Citó a Alemania como un país que ha promulgado una ley similar. En respuesta a las preocupaciones de que POFMA podría frenar la libertad de expresión, Lee dijo que la libertad de expresión existe dentro de los límites apropiados, sin que ninguna sociedad tenga libertad absoluta de expresión, y que el discurso difamatorio o amenazante debe prohibirse para facilitar el intercambio significativo de información e ideales. 

#### Respuesta a la pandemia de COVID-19
El primer caso de COVID-19 en Singapur se confirmó el 23 de enero de 2020. Los primeros casos se importaron principalmente hasta que la transmisión local comenzó a desarrollarse. A finales de marzo, se detectaron conglomerados en múltiples dormitorios para trabajadores extranjeros, lo que pronto contribuyó a un número abrumador de nuevos casos en el país. En respuesta, Lee anunció el 3 de abril de 2020 que Singapur entraría en un confinamiento limitado con restricciones de movimiento. La política, oficialmente llamada " interruptor decircuito" en la jerga gubernamental, tenía la intención de detener la propagación de la enfermedad en la comunidad en general. Se cerraron los lugares de trabajo y todas las escuelas pasaron al aprendizaje en el hogar del 7 de abril al 1 de junio. Lee se desempeñó como asesor de un grupo de trabajo a nivel de varios ministerios que se había establecido en enero, presidido por el ministro de Educación Lawrence Wong y el ministro de Salud Gan Kim Yong. El gobierno de Lee también contribuyó con US$500.000 para apoyar a la Organización Mundial de la Salud. Con la pandemia empujando a Singapur a una recesión el gobierno dio a conocer cuatro paquetes de estímulo sucesivos destinados a mantener la economía a flote, los presupuestos de Unidad, Resiliencia, Solidaridad y Fortaleza.

### 2020–presente: Quinto mandato
Tras las elecciones generales de Singapur de 2020,Lee fue reelegido en Ang Mo Kio GRC, con el PAP asegurando el 61,23% de los votos nacionales, comenzando su quinto mandato consecutivo como primer ministro.
Lee asistió a la cumbre de la Alianza del Pacífico el 11 de diciembre de 2020 después de tres años de negociaciones con el bloque comercial latinoamericano sobre el tratado de libre comercio Alianza del Pacífico-Singapur (PASFTA), con el PASFTA que se firmará en 2021.

## Política exterior

### China

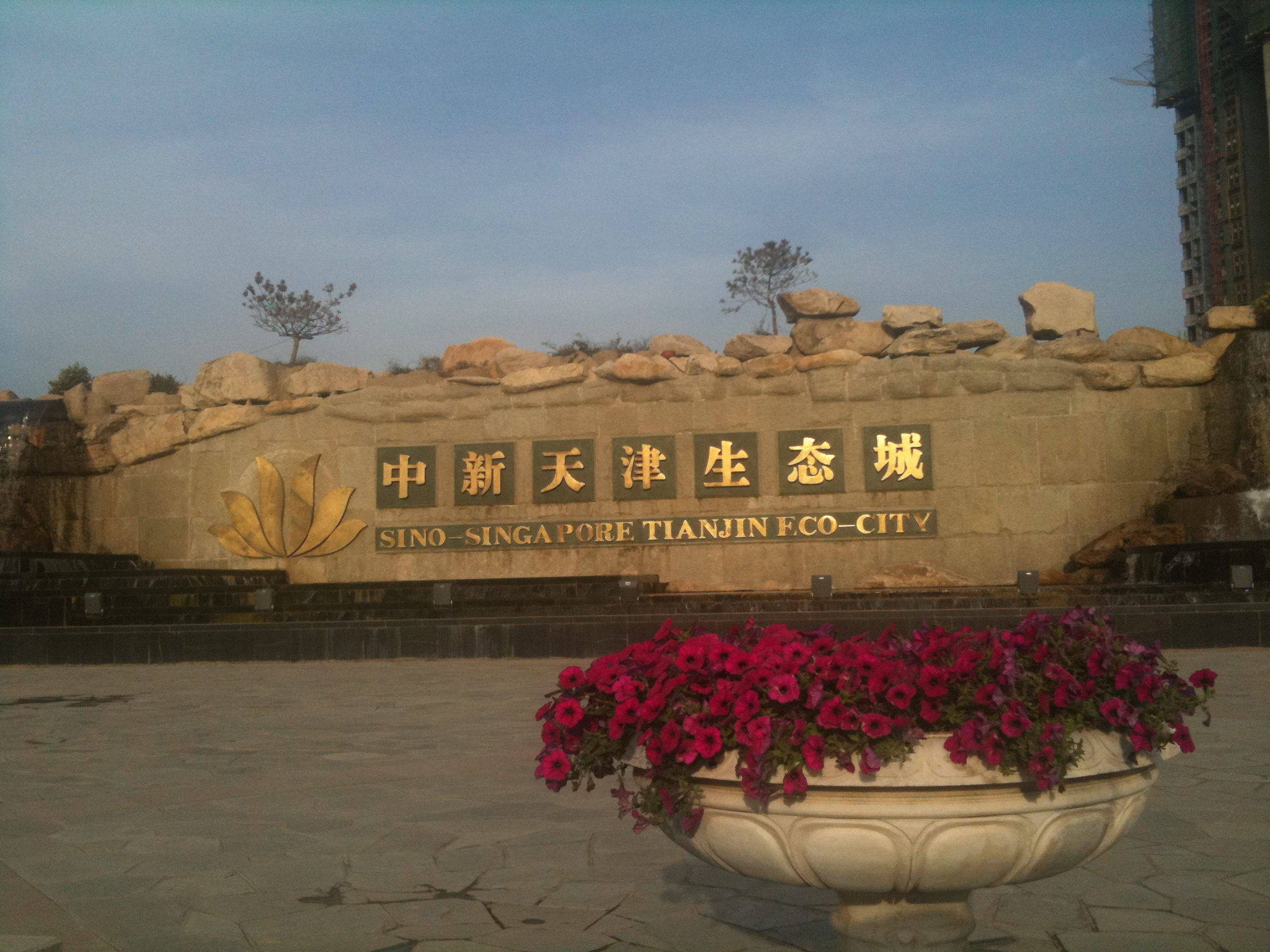
La Ecociridad de Tianjin es un proyecto conjunto de los dos gobiernos para desarrollar una ciudad respetuosa con el medio ambiente y conservadora de recursos en China.

La política del gobierno de Lee hacia la República Popular China se ha caracterizado por una amplia cooperación en proyectos de gobierno a gobierno, como el Parque Industrial de Suzhou,la Ecociudoca de Tianjin y la Iniciativa de Conectividad de Chongqing. El Acuerdo de Libre Comercio entre China y Singapur, el primero de cualquier país asiático con China, entró en vigor en 2009 y se actualizó en 2018, con nuevas regulaciones que rigen el comercio electrónico, la competencia leal y el medio ambiente; A las empresas de Singapur también se les concedió un mayor acceso a los mercados chinos, incluido el sector legal, que se ha negado a otras naciones. Bajo el gobierno de Lee, Singapur ha sido el mayor inversor en la Iniciativa de la Franja y la Ruta de China y uno de sus primeros proponentes, habiendo firmado un memorando de entendimiento en abril de 2018. En abril de 2019, acordó una mayor cooperación en el comercio y la aplicación de la ley, con el ministro de Comercio e Industria Chan Chun Sing y el alcalde de Shanghái Ying Yong formalizando planes sobre la formación del Consejo de Cooperación Integral Singapur-Shanghái, que se gestionará a nivel ministerial. China ha sido el mayor socio comercial de Singapur desde 2013, con un comercio que alcanzó los US$ 137,1 mil millones en 2017.
Las relaciones bilaterales entre las dos naciones bajo Lee y las administraciones de Hu Jintao y Xi Jinping se han calificado de fuertes. El gobierno de Lee se adhiere formalmente a la política de una sola China, reiterando más recientemente el principio que rige sus relaciones con Taiwán en enero de 2020, a pesar de la negativa de la administración pro-independencia de Tsai Ing-wen a reconocer el consenso de 1992. A pesar de la presión china y de las ofertas repetidas de Hainan como sitio alternativo, Singapur continúa enviando regularmente tropas para entrenar en Taiwán bajo proyecto Starlight y espera que Pekín respete su derecho a hacerlo. Las relaciones entre las dos naciones se enfriaron en 2016 después de que Singapur expresara su apoyo al fallo del caso de arbitraje del Mar del Sur de China entre China y Filipinas, que había desestimado las reclamaciones chinas de "derechos históricos" al mar; Singapur considera que los mares circundantes son su tabla de salvación y es sensible a cualquier intento de hegemonía. El 23 de noviembre de 2016, el Puerto de Hong Kong incautó nueve vehículos militares de las Fuerzas Armadas de Singapur que habían estado en ruta de Taiwán a Singapur después de un ejercicio de entrenamiento, en lo que se conoció como el "incidente Terrex". Ambas partes restaron importancia al incidente y las respuestas oficiales fueron descritas como "relativamente silenciadas", pero los observadores internacionales y locales interpretaron ampliamente la incautación como una advertencia a Singapur. Los vehículos detenidos fueron finalmente liberados en enero de 2017 después de que se considerara oficialmente una infracción de la importación aduanera. Desde entonces, Singapur ha tratado de mejorar sus relaciones con China, firmando un acuerdo de defensa en octubre de 2019 para ampliar los ejercicios militares con el Ejército Popular de Liberación, proporcionar apoyo logístico mutuo y aumentar los intercambios entre las dos fuerzas armadas.

### Estados Unidos

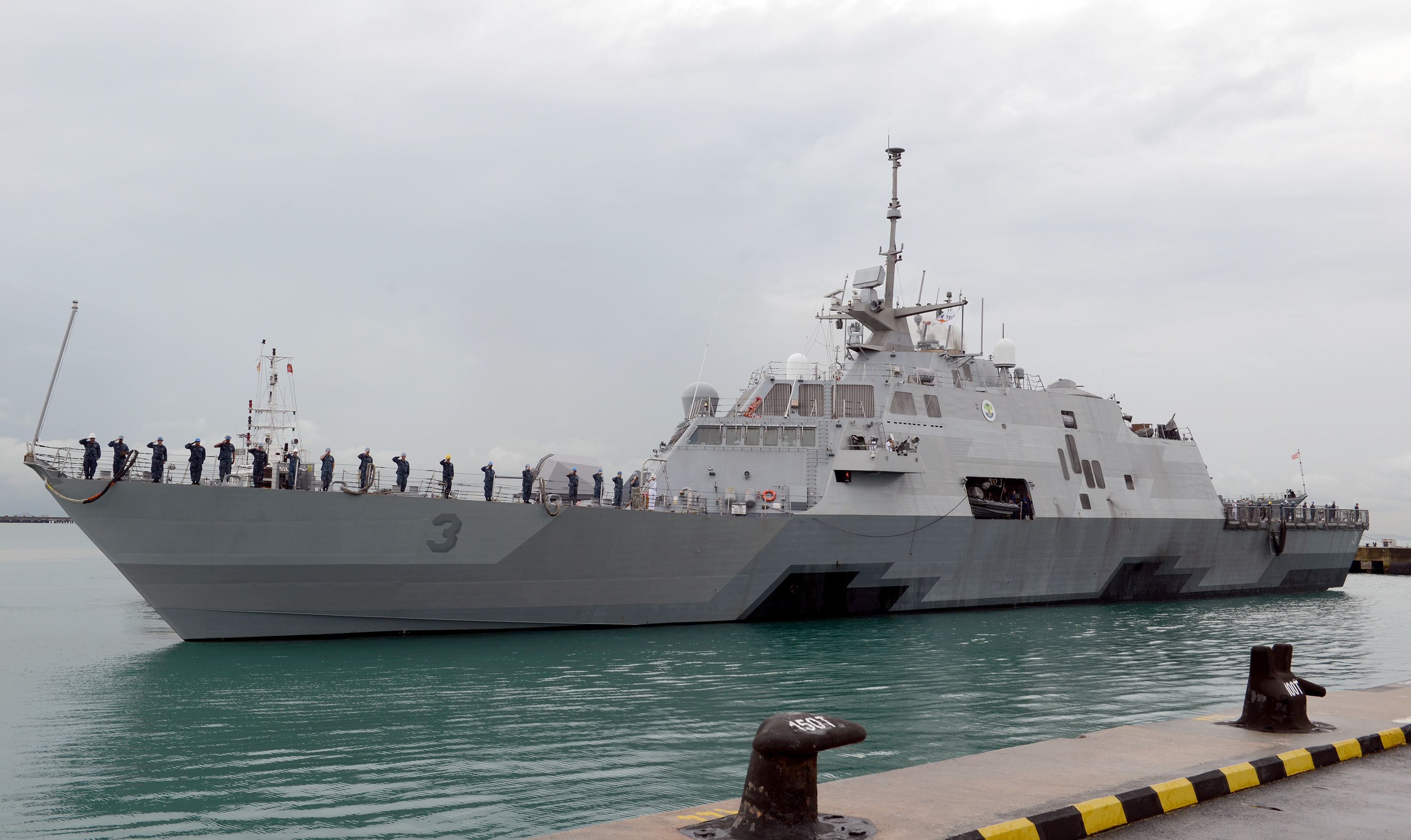
USS Fort Worth en la Base Naval de Changi en el despliegue inaugural del buque de combate litoral en Singapur, 29 de diciembre de 2014

Singapur tiene una estrecha relación política y de defensa con los Estados Unidos y es uno de sus socios bilaterales más fuertes en el sudeste asiático. Estados Unidos es un importante proveedor de armas para Singapur, con US $ 7.34 mil millones en ventas activas bajo el sistema de ventas militares en el extranjero a partir de 2020. Singapur ha visto tradicionalmente a los Estados Unidos como un garante crítico de la estabilidad y la seguridad en la región de Asia y el Pacífico y el gobierno de Lee ha continuado esa política, enfatizando el papel de los Estados Unidos como un importante contrapeso al ascenso de China y su creciente destreza militar.

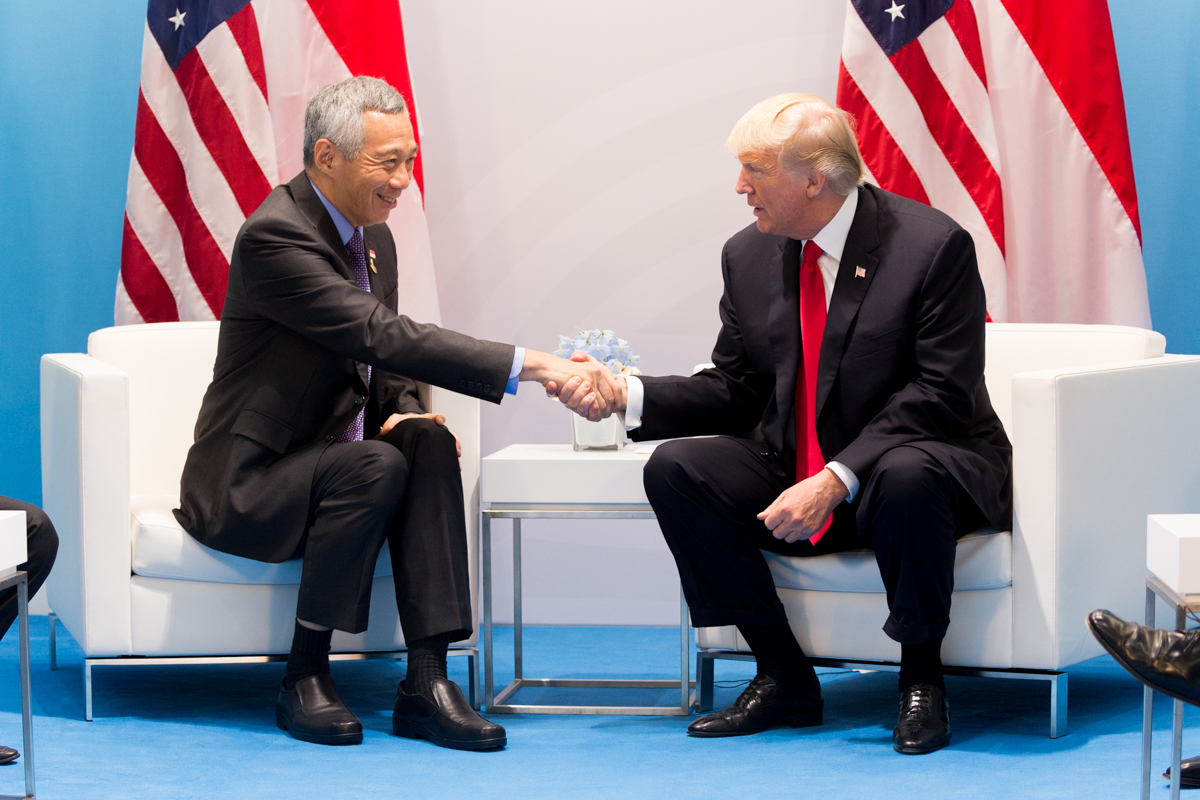
Lee y el presidente de los Estados Unidos, Donald Trump, 8 de julio de 2017

Las dos naciones tienen un pacto de defensa que data del memorando de entendimiento (MoU) de 1990, que permitió el acceso de Estados Unidos a las bases aéreas y navales de Singapur y estableció el Grupo logístico del Pacífico Occidental en la terminal de Sembawang. El 12 de julio de 2005, Lee y el presidente George W. Bush firmaron el Acuerdo Marco Estratégico (SFA), en el que se reconocía a Singapur como "importante socio de cooperación en materia de seguridad". Las dos naciones acordaron abordar las amenazas del terrorismo y la proliferación de armas de destrucción masiva, al tiempo que fomentaban la cooperación en materia de defensa y seguridad. Bajo la estrategia Pivot to Asia de la administración de Barack Obama, la Armada de los Estados Unidos ha completado múltiples despliegues de buques de combate litorales en Singapur desde 2014. En diciembre de 2015, la SFA se actualizó cuando el ministro de Defensa Ng Eng Hen y el Secretario de Defensa Ashton Carter firmaron el Acuerdo de Cooperación de Defensa, que amplió la cooperación a la asistencia humanitaria y el socorro en casos de desastre, la ciberdefensa, la bioseguridad y las comunicaciones públicas. Los aviones de vigilancia P-8A Poseidon estadounidenses también tenían su base en Singapur por primera vez, lo que los analistas dijeron que era una respuesta a las acciones de China en el Mar del Sur de China, con Lee reiterando el compromiso de Singapur de "defender los derechos de libertad de navegación y sobrevuelo". En apoyo de la intervención militar estadounidense contra ISIS, la Fuerza Aérea de la República de Singapur también ha contribuido con el reabastecimiento de combustible aéreo y el apoyo logístico a la Operación Inherent Resolve. En septiembre de 2019, un año antes del vencimiento del Memorando de Entendimiento de 1990, Lee y la administración de Donald Trump lo renovaron por otros 15 años. 
Estados Unidos es el mayor inversor extranjero de Singapur, con US$ 15 mil millones invertidos en 2017 y acciones que alcanzaron los US$ 274.3 mil millones. El Tratado de Libre Comercio entre Singapur y Estados Unidos se implementó en enero de 2004, y el comercio alcanzó los 45 mil millones de dólares en 2016. Lee fue uno de los primeros redactores y un firme defensor de la Asociación Transpacífica, que tenía la intención de reducir las barreras no arancelarias y arancelarias al comercio y establecer un mecanismo de solución de controversias entre inversionistas y Estados (ISDS, por sus, por sus, por sus contra y en muchas ocasiones instó al Congreso de Estados Unidos a ratificar el acuerdo lo antes posible, y agregó que no hacerlo "afectaría la posición y la credibilidad de Estados Unidos" en el mundo. El analista de Fitch Andrew Colquhoun dijo que la membresía en el pacto le habría dado a Singapur una ventaja sobre los estrechos vínculos de Hong Kong con China. Como país que depende del libre comercio, es "vital" que Singapur conserve un asiento en la mesa de negociaciones. El acuerdo finalmente no fue ratificado después de que Trump fue elegido presidente en 2017 y sacó a Estados Unidos del pacto.

### Malasia
Malasia ha tenido cuatro primeros ministros y dos cambios de gobierno desde que Lee fue nombrado primer ministro en 2004. Lee ha tratado de mejorar las relaciones con Malasia después de décadas de acritud mediante la mejora de la integración económica y los vínculos de infraestructura de los países. Desde 2010, ha asistido al Retiro anual de Líderes establecido para que los líderes de los dos países discutan temas y mejoren el mecanismo de resolución de disputas. Pero las relaciones bilaterales siguen siendo complejas y están plagadas de disputas ocasionales relacionadas con el suministro de agua, la recuperación de tierras y las reivindicaciones territoriales marítimas y del espacio aéreo. Para evitar dañar la relación, se han realizado esfuerzos para aislar las controversias no resueltas de la cooperación transfronteriza en la lucha contra la delincuencia transnacional, el terrorismo y el tráfico de drogas; esto ha dado lugar a una estrecha colaboración entre la policía y los organismos de seguridad de Singapur y Malasia. 
En mayo de 2007, Lee acordó con el gobierno de Abdullah Badawi invertir en el proyecto Iskandar Malasia y ayudar en la construcción de una zona turística e industrial;  el proyecto fue visto como un complemento de la economía de Singapur y una estrategia para que Singapur se expanda económicamente en su interior inmediato, con RM 20.57 mil millones invertidos a partir de 2019. En septiembre de 2010, Lee y el primer ministro Najib Razak resolvieron la disputa de larga data de la tierra ferroviaria de KTM, con Malasia acordando desocupar una línea ferroviaria que atraviesa la isla hasta la estación de tren de Tanjong Pagar a cambio de parcelas de tierra en el Distrito Central de Negocios y Marina Sur, que se gestionarán conjuntamente. Con la expiración del Acuerdo sobre el Agua de 1961 en agosto de 2011, Singapur entregó las plantas de tratamiento de agua Skudai y Gunung Pulai al gobierno del estado de Johor, marcando el final de uno de los dos acuerdos de agua. Para aliviar la congestión en la Calzada Johor-Singapur, que une los dos países, Lee revivió un plan inactivo de 1991 para unir la red mrt de Singapur a Johor Bahru en 2011. Durante este período, Malasia también restableció un plan para conectar Kuala Lumpur con Singapur a través de una red ferroviaria de alta velocidad. Tras realizar estudios técnicos preliminares conjuntos sobre ambos proyectos ferroviarios, se acordó proceder con el ferrocarril de alta velocidad Kuala Lumpur-Singapur (KL-SG HSR) en febrero de 2013 y el sistema de tránsito rápido Johor Bahru-Singapur (JB-SG RTS) en diciembre de 2016. 
Después de las elecciones generales de Malasia de 2018 y la caída del gobierno de Barisan Nasional, el gobierno de Mahathir Mohamed retrasó repetidamente los proyectos ferroviarios, citando su alto costo y su endeudamiento financiero. Lee reiteró el carácter jurídicamente vinculante de los proyectos conjuntos, que estipulaban una compensación a Singapur en caso de cancelación, pero sin embargo accedió a la solicitud de Malasia de una prórroga para llevar a cabo una revisión. En octubre de 2018, las tensiones aumentaron cuando Malasia extendió sus límites portuarios de Johor Bahru más allá de sus reclamaciones marítimas de 1979 a aguas no delimitadas frente al sector de Tuas recuperado de Singapur. La disputa marítima ocurrió en conjunción con la disputa del espacio aéreo pasir gudang, que comenzó a principios de diciembre; el espacio aéreo está bajo soberanía de Malasia, pero anteriormente se delegó en Singapur para gestionar en un acuerdo de 1973.  En abril de 2019, el ministro de Transporte Khaw Boon Wan y su homólogo Anthony Loke llegaron a un acuerdo conjunto para volver al statu quo anterior en ambas disputas. La crisis política de Malasia de 2020 resultó en el colapso del gobierno de Pakatan Harapan y el nombramiento de Muhyiddin Yassin como primer ministro. Desde entonces, Singapur ha trabajado estrechamente con Malasia para combatir la actual pandemia de COVID-19.En julio de 2020, Lee y Muhyiddin acordaron formalmente reanudar el proyecto JB-SG RTS en una ceremonia de firma en la calzada.

## Demandas legales

### Acusaciones de nepotismo
En 2010, Lee, junto con sus predecesores, amenazó con emprender acciones legales contra The New York Times Company, propietaria del International Herald Tribune, con respecto a un artículo de opinión titulado "All in the Family" del 15 de febrero de 2010 por Philip Bowring, columnista independiente y ex editor del Far Eastern Economic Review. El International Herald Tribune se disculpó en marzo para que los lectores del artículo pudieran "inferir que el joven Lee no logró su posición por méritos". The New York Times Company y Bowring acordaron pagar 60.000 dólares singapurenses a Lee, 50.000 dólares singapurenses a Lee Kuan Yew y 50.000 dólares singapurenses a Goh (que ascendían a unos 114.000 dólares en ese momento), además de las costas judiciales. El caso surgió de un acuerdo de 1994 entre los tres líderes de Singapur y el periódico sobre un artículo también de Bowring que se refería a la "política dinástica" en los países del este de Asia, incluido Singapur. En ese acuerdo, Bowring acordó no decir o insinuar que el joven Lee había alcanzado su posición a través del nepotismo.
En respuesta, el organismo de control de los derechos de los medios reporteros sin fronteras escribió una carta abierta instando a Lee y otros altos funcionarios del gobierno de Singapur a dejar de tomar "acciones por difamación" contra periodistas. Se habían iniciado acciones legales en los tribunales de Singapur por difamación contra el Financial Times (2007) y el New York Times Company. En un informe de 2008, el Instituto de Derechos Humanos de la Asociación Internacional de Abogados puso en duda la independencia del poder judicial en los casos que involucran a litigantes o intereses del PAP.
Como el hijo mayor de Lee Kuan Yew, la carrera de Lee ha sido ensombrecido por acusaciones de nepotismo. Fue ampliamente inclinado a ser primer ministro con varios críticos que veían a Goh Chok Tong como un calentador de asientos. Lee ha desafiado a sus críticos a probar sus acusaciones de nepotismo o a poner el asunto a descansar.

### Casa en disputa Oxley Road
En junio de 2017, Lee se enredó en una disputa con su hermano Lee Hsien Yang y su hermana Lee Wei Ling, sobre el destino de la casa de su padre en 38 Oxley Road. El primer ministro fundador Lee Kuan Yew era reacio a un culto a la personalidad. Como resultado, había insertado en su voluntad final una cláusula de demolición que indicaba que la casa debía ser derribada cuando su hija se mude; también establece que en caso de que la demolición sea imposible, la casa se cerrará al público.
Los hermanos de Lee alegaron que estaba abusando de sus poderes, utilizando "órganos del estado" como primer ministro para preservar la casa en contra de los deseos de su padre. Lee y el Gabinete negaron todas sus acusaciones y convocaron una sesión especial del Parlamento para debatir el asunto a fondo. En su discurso de clausura, Lee declaró: "Después de dos días de debate, nadie ha estado detrás de estas acusaciones [de sus hermanos] ni ha ofrecido ninguna evidencia, ni siquiera los diputados de la oposición ... Demuestra que el Gobierno y yo hemos actuado correctamente y con el debido proceso". Dejó abiertas las opciones de convocar un comité selecto o una comisión de investigación en caso de que se presentaran pruebas sustantivas. Los hermanos aceptaron la oferta de Lee de resolver la disputa en privado al día siguiente.
El 1 de septiembre de 2019, Lee envió una carta, a través de la Oficina del primer ministro, al periodista Terry Xu de The Online Citizen (TOC) solicitando que Xu eliminara un artículo de TOC con acusaciones falsas. El 5 de septiembre, Lee demandó a Xu por repetir las declaraciones hechas por los hermanos de Lee. Al hacerlo, Lee atrajo críticas por usar la oficina del primer ministro para asuntos personales.

### 1MDB caso de difamación
En diciembre de 2018, Lee demandó a Leong Sze Hian, un prominente crítico del gobierno, por compartir un artículo en línea en su página de Facebook alegando que el ex primer ministro de Malasia Najib Razak había firmado "acuerdos secretos" con Lee para obtener ayuda de los bancos de Singapur para facilitar el lavado de dinero de la compañía de desarrollo estratégico administrada por el gobierno de Malasia 1Malaysia Development Berhad, en lo que se conoció como el escándalo 1MDB. Los abogados de Lee afirmaron que Lee había sido "gravemente herido en su carácter y reputación" y "llevado a escándalo público, odio y desprecio". Leong eliminó el puesto a partir de entonces, pero justificó sus acciones alegando que era "un asunto de interés público ... si era correcto o no" y presentó una contrademanda contra Lee, alegando que los procedimientos de demanda en su contra eran "un abuso del proceso del tribunal". El Tribunal de Apelación desestimó la contrademanda en septiembre de 2019, citando que la ley de Singapur no reconoce el concepto de abuso del proceso judicial. 
En octubre de 2020, Lee tomó la posición en un juicio de cuatro días en el Tribunal Superior contra Leong, quien fue defendido por el abogado Lim Tean, secretario general del partido de oposición Peoples Voice. En una declaración de apertura, el abogado de Lee, Davinder Singh, dijo que 1MDB se había convertido en "un sinónimo de corrupción y actividad criminal" y que el hecho de que Leong compartió el puesto podría haber implicado que "Lee era cómplice de una actividad criminal relacionada con 1MDB". Lee afirmó que se vio obligado a presentar la demanda porque no hacerlo habría planteado preguntas, dado su historial de presentar demandas contra declaraciones difamatorias. Leong no tomó la posición de testigo, con Lim argumentando que era innecesario que Leong diera testimonio, y que era responsabilidad de Lee probar que las acciones de Leong eran maliciosas y habían dañado la reputación de Lee. El caso fue aplazado hasta noviembre de 2020. Leong fue declarado culpable en marzo de 2021 de difamación y se le ordenó pagar daños y perjuicios a Lee.

## Controversias

### Reembolsos de condominios
En 1996, mientras se desempeñaba como vice primer ministro, Lee y su padre, el ministro principal Lee Kuan Yew, se dirigieron al Parlamento sobre las acusaciones de recibir descuentos especiales en cuatro unidades de condominios de lujo que habían comprado a Hotel Properties Limited (HPL) en las propiedades de Nassim Jade y Scotts 28 en 1994 y 1995, respectivamente. El hermano de Lee Kuan Yew, Lee Suan Yew, fue el director de HPL, lo que llevó a la controversia. El primer ministro Goh Chok Tong ordenó una investigación inmediata sobre el asunto, ya que aunque la ley de Singapur permite la concesión de descuentos o rebajas especiales a familiares y asociados de directores, los accionistas deben aprobar esas transacciones. Aunque ambas Lías dijeron que no recibieron ningún trato preferencial en sus transacciones, la Bolsa de Valores de Singapur reprendió firmemente a HPL por violaciones en su no divulgación de las ventas de estas propiedades de lujo.

### Sueldo ministerial
De 2008 a 2012, Lee ganó un salario anual de S$3.870.000 (US$2.856.930), un aumento del 25% de los S$3.091.200 anteriores (US$2.037.168). En enero de 2012, debido al descontento público, Lee tomó un recorte salarial del 28%, reduciendo su salario a S$ 2,2 millones (US$ 1,7 millones). Sigue siendo el jefe de Gobierno mejor pagado del mundo.

## Vida personal
Lee se casó con su primera esposa, Wong Ming Yang, una médica nacido en Malasia, el 20 de mayo de 1978. Su hija, Li Xiuqi, nació en 1981. Tres semanas después de dar a luz a su hijo, Li Yipeng, Wong murió a la edad de 31 años el 28 de octubre de 1982 de un ataque al corazón. En 1985, cuando Lee tenía 33 años, se casó con Ho Ching, una funcionaria de rápido ascenso que posteriormente se convirtió en directora ejecutiva de Temasek Holdings. 
Lee tiene dos hijos, Li Hongyi y Li Haoyi, con su segunda esposa. El hijo mayor de Ho Ching, Li Hongyi, fue oficial de las Fuerzas Armadas de Singapur (SAF), y es el subdirector de la Agencia gubernamental de tecnología de Singapur, bajo la Oficina del primer ministro.
Lee fue diagnosticado inicialmente con linfoma, por el que se sometió a quimioterapia a principios de la década de 1990. Más tarde también se sometió a una exitosa prostatectomía de ojo de cerradura asistida por robot el 15 de febrero de 2015 después de ser diagnosticado con cáncer de próstata.
Lee está interesado en la programación de computadoras y ha escrito un solucionador de Sudoku en C++ en su tiempo libre.

### Su familia
Su padre
Lee Kuan Yew (chino: 李光耀, en pinyin: Lǐ Guāngyào, en POJ: Lí Kong-iāu y en hakka: Lí Kông-yeu) (nacido Harry Lee Kuan Yew; Singapur, Colonias del Estrecho; 16 de septiembre de 1923-Ibídem, 23 de marzo de 2015) a menudo referido por sus iniciales LKY, fue un abogado, estadista y político singapurense. Del 5 de junio de 1959 al 28 de noviembre de 1990 ejerció como primer ministro de Singapur, del 28 de noviembre de 1990 al 12 de agosto de 2004 como Ministro Mayor de Singapur y del 12 de agosto de 2004 al 21 de mayo de 2011 como Ministro Mentor de Singapur.
Como cofundador y primer secretario general del Partido de Acción Popular (PAP), ganó las elecciones generales de Singapur de 1959, participó en la separación de Singapur de la Federación Malaya en 1965 y en las transformaciones de una colonia relativamente subdesarrollada sin recursos en el primer mundo. Fue una de las figuras políticas más influyentes del Sudeste Asiático.
Bajo la administración del segundo primer ministro de Singapur, Goh Chok Tong, trabajó como ministro Senior. Ostentó el cargo de ministro Mentor, un puesto creado por su hijo, Lee Hsien Loong, que se convirtió en el tercer primer ministro el 12 de agosto de 2004.
Su madre
Kwa Geok Choo (en chino, 柯玉芝; pinyin, Kē Yùzhī; pe̍h-ōe-jī, Kua Gio̍k-tsi, 21 de diciembre de 1920 – Singapur, 2 de octubre de 2010), abogada y política singapurense. 
Lee Kuan Yew menciona en su biografía que conoció a Kwa en 1944 en una fiesta y la comenzó a cortejar en 1946. Se casaron en secreto en Londres en 1947 y renovaron sus votos en Singapur el 30 de septiembre de 1950. Tuvieron dos hijos Lee Hsien Loong y Lee Hsien Yang y una hija Lee Wei Ling. Su hermano Kwa Soon Bee ejerció de Secretario Permanente del Ministerio de Sanidad. Tenía otras dos hermanas, Yong Nyuk Lin (esposa del retirado ministro de gabinete Yong Nyuk Lin) y la fallecida Earnest Lau.

## Premios y reconocimientos
- [8]

| Predecesor: Goh Chok Tong | Primer ministro de Singapur 2004 – 2024 | Sucesor: Lawrence Wong |